# Sistema de Leitner
Este método hace uso de fichas (también llamadas flashcard o tarjeta flash) como ayuda para el aprendizaje. Se escribe una pregunta sobre la ficha y la respuesta al dorso. La pregunta y su respuesta puede tratar sobre vocabulario, datos históricos, fórmulas y cualquier otro tema que pueda ser aprendido mediante el formato de preguntas y respuestas. Este método es ampliamente utilizado como un ejercicio de aprendizaje para ayudar a la memorización por vía del repaso espaciado.
Las fichas se ordenan en grupos de acuerdo al grado de conocimiento que tiene sobre cada una de ellos, es decir, se clasifican en niveles de dificultad. Funciona así: el individuo intenta recordar la respuesta; si lo logra, la ficha va al siguiente grupo. Pero si falla, regresa la ficha al primer grupo. Por consiguiente, cada grupo, necesariamente va a tener un período más largo que el anterior antes que el individuo vea la ficha en cuestión nuevamente.
Por ejemplo, suponga que tiene tres grupos llamados Grupo 1, Grupo 2 y Grupo 3. Las fichas en el Grupo 1 son las únicas en las que frecuentemente se cometen errores y el Grupo 3 contiene las fichas que se conocen muy bien. Para estudiar, el individuo puede elegir únicamente una ficha al día del Grupo 1, del Grupo 2 toma una cada 3 días y del Grupo 3 una cada 5 días. Si mira la ficha del Grupo 1 y conoce la respuesta correcta, el individuo "promueve" la ficha al Grupo 2. Una respuesta correcta con el Grupo 2 "promueve" la ficha al Grupo 3. Si se comete un error con las fichas del Grupo 2 o el Grupo 3, esa ficha es "degradada" al Grupo 1, lo cual fuerza a estudiar esa ficha más frecuentemente.
La ventaja de este método es que se enfoca en las fichas más difíciles, las cuales permanecen en el primer grupo. El resultado es, idealmente, una reducción en la cantidad de tiempo de estudio necesario.
Ideas similares han sido implementadas en el curso de idiomas de Pimsleur y, durante la década de 1980, en una serie de títulos de enseñanza de idiomas asistidos por computadoras (en inglés Computer-assisted language learning (CALL)).